# Sobeslav II av Böhmen
Sobeslaus II av Böhmen, född 11??, död 1180, var en monark av Böhmen. Han regerade från 1173 till 1178.